# Willie Dunn

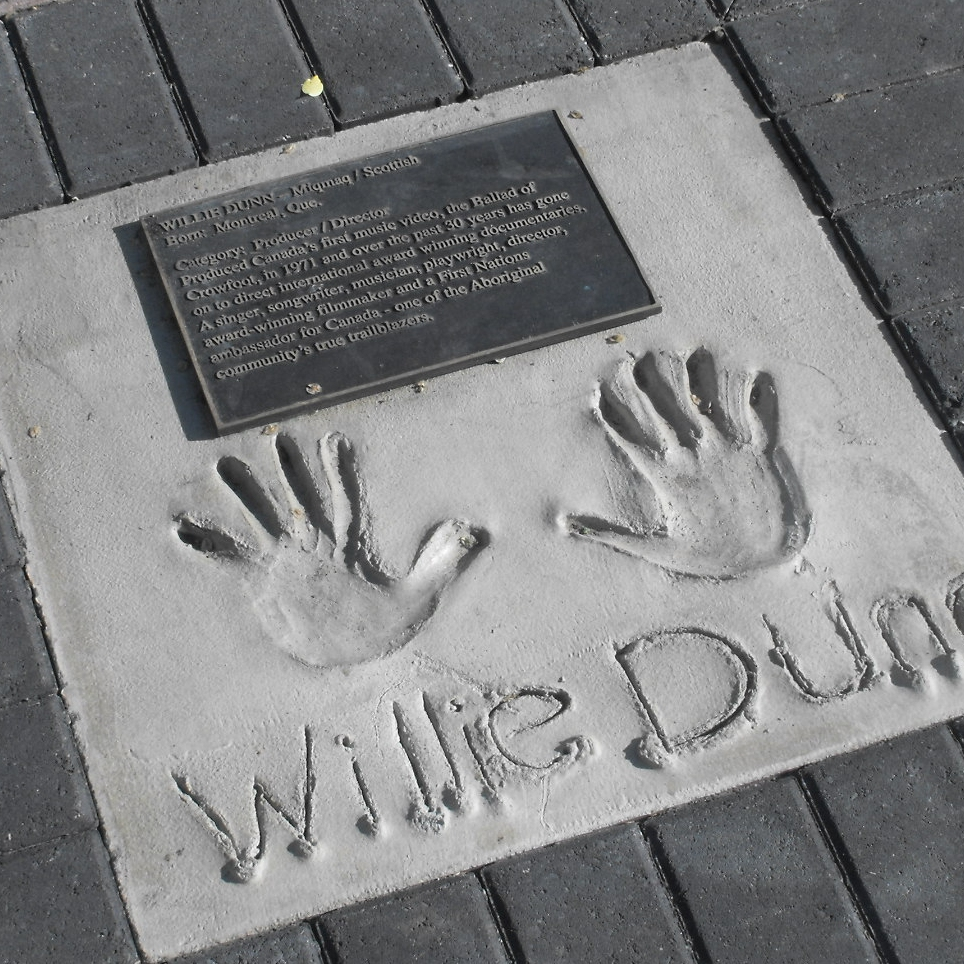

William Lawrence Dunn (* 14. August 1941 in Montreal; † 5. August 2013 in Ottawa) war ein kanadischer Liedermacher und Filmemacher.

## Leben und Karriere
Geboren 1941 in Montreal, befasste sich Willie Dunn, der sowohl schottische als auch indianische (Micmac) Vorfahren besaß, seit den 1950er-Jahren mit zeitgenössischer Folkmusik. Thematisch beschäftigte er sich dabei vornehmlich mit den Ureinwohnern des nordamerikanischen Kontinents. Häufig kombinierte er seine Aufnahmen auch mit vertonten Texten von Shakespeare, T.S. Eliot, Herman Melville u. a.
1971 veröffentlichte er mit einem selbstgedrehten Videoclip das erste Musikvideo aus Kanada. Darüber hinaus hatte er einige preisgekrönte Dokumentarfilme inszeniert, Filmmusik geschrieben und sich mit politischer Selbstverwaltung indianischer Urbevölkerung befasst.
In Deutschland ist seine Musik beim Münchner Trikont-Label erschienen.

## Filmografie

### Als Komponist
- 1977: Rose’s House

### Als Regisseur
- 1969: These Are My People...
- 1969: The Ballad of Crowfoot
- 1972: The Other Side of the Ledger: An Indian View of the Hudson’s Bay Company